# Идентификация систем
Идентификация систем — совокупность методов для построения математических моделей динамической системы по данным наблюдений. Математическая модель в данном контексте означает математическое описание поведения какой-либо системы или процесса в частотной или временной области, к примеру, физических процессов (движение механической системы под действием силы тяжести), экономического процесса (реакция биржевых котировок на внешние возмущения) и т. п. В настоящее время эта область теории управления хорошо изучена и находит широкое применение на практике.

## История
Начало идентификации систем, как предмета построения математических моделей на основе наблюдений, связывают с работой Карла Фридриха Гаусса «Theoria motus corporum coelestium in sectionibus conicis solem ambientium», в которой он использовал разработанный им метод наименьших квадратов для предсказания траектории движения планет. Впоследствии этот метод нашёл применение во множестве других приложений, в том числе и для построения математических моделей управляемых объектов, используемых в автоматизации (двигатели, печи, различные исполнительные механизмы). Большая часть ранних работ по идентификации систем была сделана специалистами в области статистики, эконометрики (особенно их интересовали приложения идентификации, связанные с временными рядами) и образовала область под названиваем статистическое оценивание. Статистическое оценивание основывалось также на работе Гаусса (1809) и Фишера (1912).
Приблизительно до 50-х годов XX века, большая часть процедур идентификации в автоматике, основывалась на наблюдении реакций управляемых объектов при наличии некоторых управляющих воздействий (чаще всего воздействий вида: ступенчатое ({\displaystyle H\cdot 1(t)}), гармоническое ({\displaystyle \sin(\alpha ),\exp(j\omega )}), сгенерированный цветной либо белый шум) и в зависимости от того какой вид информации использовался об объекте, методы идентификации делились на частотные и временные. Проблема заключалась в том, что область приложений этих методов была ограничена чаще всего скалярными системами (англ. SISO, Single-input, single-output). В 1960 году Рудольф Кальман представил описание управляемой системы в виде пространства состояний, что позволяло работать и с многомерными (англ. MIMO, Many-input, many-output) системами, и заложил основы для оптимальной фильтрации и оптимального управления, основывавшихся на данном типе описания.
Конкретно для задач управления, методы идентификации систем были разработаны в 1965 году в работах Хо и Кальмана, Острёма и Болина. Эти работы открыли путь разработке двух методов идентификации, популярных до сих пор: методу подпространства и методу ошибки предсказания. Первый основан на использовании проекций в евклидовом пространстве, а второй на минимизации критерия, зависящего от параметров модели.
Работа Хо и Кальмана посвящена поиску модели изучаемого объекта в пространстве состояний, имеющей наименьший порядок вектора состояний, на основе информации об импульсной переходной характеристике.
Данная задача, но уже при наличии реализаций случайного процесса, где формируется марковская модель, была решена в 70-х годах в работах Форре и Акайка. Эти работы заложили создание метода подпространства в начале 1990-х.
Работа же Острёма и Болина представила для сообщества специалистов по идентификации метод максимального правдоподобия, который был разработан специалистами по временным рядам для оценивания параметров моделей в виде разностных уравнений. Эти модели, которые известны в статистической литературе как ARMA (авторегрессионное скользящее среднее) и ARMAX (авторегрессионное скользящее среднее с входом), позднее, образовали основу для создания метода ошибки предсказания. В 1970, Бокс и Дженкинс опубликовали книгу, которая дала значительный импульс к применению методов идентификации во всех возможных для этого областях. Этот труд давал, проще говоря, полный рецепт для идентификации с момента начала сбора информации об объекте до получения и проверки модели. На протяжении 15 лет, эта книга оставалась главным источником по идентификации систем. Важной работой того времени также являлся обзор, посвящённый идентификации систем и анализу временных рядов, опубликованный в IEEE Transactions on Automatic Control в декабре 1974 года. Одним из открытых вопросов тогда был вопрос об идентификации замкнутых систем, для которых метод на основе взаимной корреляции приводит к неудовлетворительным результатам. С середины 1970-х годов, недавно изобретённый метод ошибки предсказания стал доминировать в теории и, что более важно, в приложениях идентификации. Большая часть исследовательской активности сфокусировалась на проблемах идентификации многомерных и замкнутых систем. Ключевой задачей для этих двух классов систем являлось найти условия для эксперимента и способы параметризации проблемы, при которых найденная модель приблизится к единственно точному описанию реальной системы. Обо всей активности того времени можно сказать, что это было время поиска «истинной модели», решения вопросов идентифицируемости, сходимости к точным параметрам, статистической эффективности оценок и асимптотической нормальности оцениваемых параметров. К 1976 году была сделана первая попытка рассмотреть идентификацию систем как теорию аппроксимации, в которой стоит задача наилучшей возможной аппроксимации реальной системы внутри данного класса моделей,. Преобладающая точка зрения среди специалистов по идентификации, таким образом, сменилась с поиска описания для истинной системы на поиск описания наилучшей возможной аппроксимации. Важный прорыв также случился, когда Л. Льюнг ввел понятие смещения и ошибки дисперсии для оценивания передаточных функций объектов. Работа со смещением и анализ дисперсии полученных моделей в течение 1980-х привела к перспективе рассмотрения идентификации как проблемы синтеза. На основе понимания влияния условий эксперимента, структуры модели и критерия идентификации, основанном на смещении и дисперсии ошибки, возможно так подобрать эти переменные синтеза к объекту, чтобы получить наилучшую модель в данном классе моделей. Данной идеологией пропитана книга Леннарта Льюнга, имеющая большое влияние на сообщество специалистов по идентификации.
Идея, что качество модели может быть изменено с помощью выбора переменных синтеза, привела к всплеску активности в 1990-х годах XX века, который продолжается до сих пор. Главное применение новой парадигмы — это идентификация для управления на основе модели. Соответственно, идентификация для задач управления получила широкое развитие со времени своего появления и применение к управлению методов идентификации вдохнуло вторую жизнь в такие уже известные области исследования, как планирование эксперимента, идентификация в замкнутом контуре, частотная идентификация, робастное управление при наличии неопределенности.

### Идентификация систем в СССР и России
Главным событием в развитии идентификации систем в СССР являлось открытие в 1968 году Лаборатории № 41 («Идентификации систем управления») в Институте автоматики и телемеханики (ныне Институт проблем управления РАН) при содействии Н. С. Райбмана. Наум Семёнович Райбман одним из первых в стране осознал практическую пользу и теоретический интерес идентификации систем. Им была разработана теория дисперсионной идентификации для идентификации нелинейных систем, а также написана книга под названием «Что такое идентификация?» для объяснения основных принципов нового предмета и для описания круга решаемых идентификацией систем задач. Также впоследствии теорией идентификации интересовался Яков Залманович Цыпкин, разработавший теорию информационной идентификации.

## Общий подход
Построение математической модели требует 5 базовых вещей:
- Априорная информация имеется ещё до получения измерительной информации и характеризует структуру идентифицируемого объекта. По структуре объекты подразделяются на[21]:
  - динамические (поведение выхода зависит от предыдущих значений входа) и статические (поведение выхода зависит только от значений входа в текущий момент времени);
  - стохастические (поведение выхода зависит от случайных факторов) и детерминированные (поведение выхода не зависит от случайных факторов);
  - нелинейные (его реакция на два различных возмущения входа не эквивалентна сумме реакций на каждое из этих возмущений в отдельности) и линейные (реакция на два различных возмущения входа эквивалентна сумме реакций на каждое из этих возмущений в отдельности);
  - дискретные (состояние его входов и выходов изменяется лишь в дискретные моменты времени) и непрерывные (состояние его входов и выходов изменяется непрерывно).
- Структурная идентификация включает в себя следующие задачи[22]:
  - Выделение объекта из окружающей его и взаимодействующей с ним среды.
  - Ранжирование входов и выходов объекта по степени их влияния на поведение объекта.
  - Определение оптимального числа входов и выходов объекта, учитываемых в модели.
  - Определение характера связей между входами и выходами модели объекта.
- Набор данных, полученных в результате нормальной работы изучаемого объекта либо при целенаправленном эксперименте {\displaystyle Z^{N}}.

Вход-выходная информация обычно записывается в течение заранее спланированного идентификационного эксперимента, во время которого исследователь может выбрать какие сигналы измерять, когда их измерять и какие входные сигналы использовать. Дисциплина «Планирование экспериментов» может подсказать как сделать экспериментальную информацию наиболее информативной с учётом тех ограничений, которые могут быть наложены на эксперимент. Но, к сожалению, не редка ситуация когда исследователь не имеет возможности проводить эксперимент, а работает с той информацией, которая ему предоставлена.
- Множество моделей-кандидатов для использования.

Множество моделей-кандидатов получается на основании решения о том классе моделей, в котором будет проводиться поиск. Без сомнения, этот выбор является самым важным и самым сложным в процедуре идентификации. Именно на этом этапе вся априорная информация, инженерная интуиция должны объединиться вместе с формальными свойствами вероятных моделей для принятия решения. Также множество предполагаемых моделей может быть построено на основе известных физических законов либо существует возможность использовать стандартные линейные модели без какой-либо опоры на физику. Такие модели, построенные не на основе известных физических законов и имеющие параметры, изменяя которые можно добиться приближения к изучаемому объекту, называются моделями черного ящика. Модели же имеющие настраиваемые параметры и опирающиеся на известные физические законы называются серыми ящиками. Вообще говоря, модельная структура это параметризованное отображение из множество входов и выходов до момента времени {\displaystyle t-1} включительно на множество выходов текущего момента времени {\displaystyle t}:
{\displaystyle {\hat {y}}(t|\theta )=g(\theta ,Z^{t-1})}
- Правило по которому каждая модель-кандидат может быть принята или отброшена.

Критерием для выбора модели является её способность повторять данные, полученные из эксперимента, то есть соответствовать поведению изучаемого объекта. Но необходимо помнить, что модель никогда не сможет быть принята как «настоящее» или «истинное» описание объекта из-за своей врожденной приблизительности.

### Процедура идентификации как замкнутая система
Процедура идентификации имеет естественный логический порядок: сначала собираем данные, потом формируем множество моделей и затем выбираем наилучшую модель. Обычным явлением бывает, что первая выбранная модель не проходит тест на соответствие экспериментальным данным. Тогда следует вернуться назад и выбрать другую модель или изменить критерии поиска. Модель может быть неудовлетворительной по следующим причинам:
- Численный метод не может найти, подходящую к выбранному критерию, модель.
- Неправильно выбранный критерий.
- Неправильно сформированное множество моделей, в нём вообще может не быть качественной модели.
- Собранные данные не информативны.

### Подходы к идентификации
При
идентификации предполагается экспериментальное изучение и сопоставление входных
и выходных процессов, и задача идентификации состоит в выборе соответствующей
математической модели. Модель должна быть такой, что её реакция и реакция
объекта на один и тот же входной сигнал должны быть, в известном смысле,
близкими. Результаты решения задачи идентификации являются исходными данными
для проектирования систем управления, оптимизации, анализа параметров систем и т. д.
В настоящее время для определения динамических свойств регулируемых объектов применяют следующие методы:
1. Методы, построенные на искусственном воздействии на систему непериодическим сигналом, мощность которого велика по сравнению с уровнем помех в системе. В качестве воздействия выбирается обычно скачкообразное изменение регулирующего воздействия, и в результате определяются временные характеристики.
2. Методы, построенные на искусственном воздействии на систему периодическими сигналами разной частоты, амплитуда которых велика по сравнению с уровнем помех в системе. В результате определяются частотные характеристики.
3. Методы, построенные на искусственном воздействии на систему синусоидальньми сигналами, соизмеримыми с помехами в системе. В результате также определяются частотные характеристики.
4. Методы, не требующие искусственных воздействий, использующие возмущения, которые имеются в процессе нормальной эксплуатации.[23]

Статические математические модели систем получают тремя способами: экспериментально-статистическими, детерминированными и смешанными.
Экспериментально-статистические способы требуют проведения активных или пассивных экспериментов на
действующем объекте. Стохастические модели используют для решения различных
задач, связанных с исследованием и
управлением процессами. В большинстве случаев эти модели получают в
виде линейных уравнений регрессии.
Исходя из свойств реальных
процессов, можно утверждать, что уравнения взаимосвязи переменных процесса должны иметь иную, возможно,
более сложную структуру. Чем более «далека» структура уравнений регрессии от «истинной»,
тем меньше будет точность прогноза с увеличением диапазона изменения
переменных процесса. Это ухудшает качество управления и,
следовательно, уменьшает качество функционирования объекта в оптимальном режиме.
Детерминированные модели составляют «на основании физических закономерностей и представлений о процессах». Следовательно, их можно получать еще на стадии проектирования процесса. В
настоящее время на базе детерминированного
подхода разработано несколько методов построения математических моделей непрерывных процессов . Так, например, при математическом моделировании
ряда процессов в химической технологии применяется метод многомерного фазового пространства. Сущность метода
заключается в том, что протекание моделируемого технологического процесса рассматривается как движение некоторых «изображающих точек» в многомерном фазовом пространстве. Это пространство определено как пространство декартовой системы
координат, по осям которого отложены пространственные координаты аппарата и
внутренние координаты реагирующих твердых частиц. Каждая точка в многомерном фазовом пространстве описывает определенное
состояние моделируемого процесса. Число этих точек равно числу частиц в
аппарате. Протекание технологического процесса характеризуется изменением потока изображающих точек.
Метод многомерного фазового пространства наиболее широко применяется для построения математических моделей . Однако этот метод имеет и недостатки, которые ограничивают область его применения:
- многомерное координатное (фазовое) пространство хорошо определяет состояние процесса, но никак не определяет его движения, то есть возможных изменений переменных процесса, поэтому метод хорошо применим для процессов, начальное и конечное состояние которых заранее известно;
- допущение о том, что координаты можно считать независимыми часто является слишком грубым;
- применение этого метода вызывает определенные трудности, когда необходимо учитывать различное время взаимодействия подсистем.

Таким образом, из-за перечисленных особенностей метода многомерного фазового пространства, использовать его для построения
математических моделей технологических процессов на основании сведений, получаемых без проведения экспериментов на промышленных объектах, весьма затруднительно.
Как правило, в результате теоретического анализа процесса удается получить математическую модель, параметры которой необходимо уточнять в
процессе управления технологическим объектом.
Несмотря на большое количество
публикаций по параметрической идентификации динамических объектов вопросам идентификации нестационарных
параметров уделяется недостаточное внимание. При рассмотрении известных подходов к нестационарной
параметрической идентификации можно выделить две группы .
К первой группе относятся работы, в которых существенным образом используется
априорная информация об идентифицируемых параметрах. В основе первого подхода
данной группы лежит гипотеза о том, что идентифицируемые
параметры являются решениями известных однородных систем разностных уравнений
или же представляются в виде случайного процесса, порожденного
марковской моделью, то есть являются решениями известных систем дифференциальных
или разностных уравнений с возмущениями типа белого шума, характеризующегося гауссовским распределением, известными средними
значениями и интенсивностью. Такой подход правомерен при наличии большого
объема априорной информации об искомых параметрах и при несоответствии реальных
параметров принятой модели приводит к потере сходимости алгоритма.
Второй подход, относящийся к первой группе, базируется на параметризации нестационарных параметров и использует гипотезу о возможности точного представления нестационарных
идентифицируемых параметров на всем интервале или отдельных подинтервалах идентификации в форме конечной, как правило, линейной комбинации известных функций времени с неизвестными постоянными весовыми коэффициентами, в частности в виде конечной суммы членов ряда Тейлора, гармонического ряда Фурье, обобщенного ряда Фурье по системам ортогональных функций Лагерра, Уолша.
Простейшим случаем параметризации является представление нестационарных параметров постоянными величинами на последовательности отдельных
подинтервалов, покрывающих интервал идентификации.
При текущей идентификации
рекомендуют переходить к скользящему интервалу времени [t — Т, t] длительности Т и
считать на этом интервале искомые параметры постоянными или же точно
представимыми в виде интерполяционного полинома конечной степени, или указанной
конечной линейной комбинации. К данному подходу могут быть отнесены работы,
базирующиеся на использовании итерационного
метода наименьших квадратов. В этих работах из-за использования
экспоненциального (с отрицательным показателем) весового множителя в минимизируемом
квадратичном функционале, определенном на текущем интервале времени [0, t], с течением
времени происходит «стирание» старой
информации о координатах объекта. Такое положение, по существу, соответствует идее постоянства
идентифицируемых параметров на некотором
скользящем интервале времени при учете информации о состоянии объекта на этом интервале с экспоненциальным
весом.
Данный подход позволяет
непосредственно распространить методы идентификации стационарных
параметров на случай идентификации нестационарных параметров. Однако на
практике основополагающая гипотеза этого подхода
не выполняется и можно говорить лишь о приближенном представлении (аппроксимации)
искомых параметров конечной линейной комбинацией известных функций
времени с неизвестными постоянными весовыми коэффициентами. Такое положение приводит
к возникновению методической ошибки идентификации, которая принципиально
изменяет существо обсуждаемого подхода, так как при этом длительность Т интервала
аппроксимации и число членов линейной комбинации становятся параметрами регуляризации. Данная методическая ошибка, как правило,
не принимается во внимание. В частности, в предположении о прямолинейном законе изменения искомых параметров на больших,
значительно превосходящих Т, подинтервалах времени и ряде
ограничений на статистические характеристики
координат регрессионной модели объекта и действующей помехи был предложен
адаптивный алгоритм коррекции параметра Т. Пренебрежение методической ошибкой приводит к тому, что
рассматриваемый подход оказывается, по существу, совершенно не исследованным,
область его работоспособности в
условиях нестационарности идентифицируемых параметров не определена и можно
говорить о применимости этого подхода только в частном случае точного
выполнения указанной гипотезы.
Ко второй группе относятся
методы, использующие значительно меньший объем
информации об искомых параметрах, причем данная информация используется
лишь на этапе выбора параметров алгоритма идентификации.
Первый подход, относящийся к этой группе, базируется на
применении градиентных самонастраивающихся
моделей. Такой подход обсуждался в работах по параметрической
идентификации линейных и нелинейных динамических объектов. Основное
достоинство этого подхода состоит в том, что он приводит к замкнутой системе
идентификации и, тем самым, обладает определенными
преимуществами в плане помехоустойчивости по сравнению с разомкнутыми
методами идентификации. Недостатки указанного подхода
связаны с необходимостью измерения компонент градиента критерия настройки,
представляющих собой функциональные производные требованием достаточно точной
априорной информации о начальных значениях идентифицируемых параметров (для
выбора начальных значений параметров модели, гарантирующих устойчивость работы
системы идентификации) и отсутствием полного теоретического анализа динамики
работы системы идентификации данного типа.
Последнее объясняется сложностью системы интегро-дифференциальных уравнений,
описывающих процессы в контуре самонастройки, вследствие чего теоретический
анализ проводится лишь в предположении медленного изменения параметров
объекта и модели. В связи с этим не
удается достаточно полно оценить область устойчивости, быстродействие и
точность работы градиентных самонастраивающихся моделей, а тем самым
четко определить область применимости систем указанного типа при текущей
идентификации нестационарных параметров. С увеличением степени нестационарности искомых параметров
значительно возрастают методические погрешности определения компонент
градиента критерия настройки, в результате чего увеличивается ошибка идентификации за пределы зоны глобального
экстремума минимизируемого критерия.
Особенно усиливается такой эффект с повышением числа
идентифицируемых параметров из-за взаимосвязи
каналов идентификации. Поэтому применение
градиентных самонастраивающихся моделей принципиально ограничено случаем
медленного изменения искомых параметров.
Второй подход базируется на использовании алгоритма Качмажа. Известно, что основной алгоритм этого типа обладает слабой помехоустойчивостью и низким
быстродействием. Такое положение
побудило к созданию различных модификаций данного алгоритма,
характеризующихся повышенным быстродействием. Тем не менее, быстродействие указанных модификаций по-прежнему является
невысоким, что априори ограничивает область применимости второго подхода
случаем идентификации медленно изменяющихся параметров.
Ко второй группе также могут быть отнесены методы, предназначенные для идентификации только линейных динамических объектов и характеризуются дополнительными ограничениями (необходимость использования тестовых
входных сигналов в виде совокупности гармоник или псевдослучайного периодического
бинарного сигнала конечность интервала идентификации, наличие полной информации о входных и выходных
сигналах объекта на всем интервале идентификации и возможность
идентификации коэффициентов только левой части дифференциального уравнения). Из-за этого возможны значительные ошибки
идентификации на отдельных конечных подинтервалах времени, при этом
также необходимо решать сложную краевую задачу.
В автоматике типовыми тестовыми входными сигналами являются:
- ступенчатое воздействие — выражается ступенчатой единичной функцией Хевисайда;
- импульсное входное воздействие — которое приближенно описывается Дельта-функцией Дирака ;
- случайное воздействие.[24]

Ряд методов (представление параметров в виде решений известных систем дифференциальных или разностных
уравнений) может найти применение
только в частных случаях, а другие методы (градиентные самонастраивающиеся
модели, алгоритм Качмажа) априори характеризуются значительными ограничениями степени нестационарности
искомых параметров. Отмеченные недостатки
порождаются самой природой упомянутых методов и поэтому вряд ли существует возможность
заметного снижения данных
недостатков. Методы, основанные на параметризации нестационарных параметров,
как отмечалось выше, являются совершенно не исследованными и в представленном виде могут найти
ограниченное практическое применение. Однако в отличие от других методов,
последний подход не содержит внутренних ограничений на степень нестационарности
идентифицируемых параметров и оказывается
принципиально применимым для идентификации
на длительных интервалах времени широкого класса динамических объектов в
режиме их нормального функционирования.
Перечисленные сложности
идентификации реальных функционирующих систем определяют наиболее
ориентированный на широкое использование подход к моделированию нелинейных
объектов, заключающийся в выборе вида математической модели в виде
эволюционного уравнения и последующей идентификации параметров, либо
непараметрической идентификации модели. Модель считается адекватной, если
оценка заданного критерия адекватности, вычисленная как зависимость невязки
модели от экспериментальных данных находится в допустимых пределах.

## Примечание
1. ↑  R. A. Fisher. On an Absolute Criterion for Fitting Frequency Curves. — Statistical Science, vol.12,No. 1 (Feb., 1997). — pp. 39-41.
2. ↑  B.L. Ho and R.E. Kalman. Effective construction of linear state-variable models from input-output functions. — Regelungstechnik, vol.12, 1965. — pp. 545—548.
3. ↑  K.J. Astrom and T. Bohlin. Numerical identification of linear dynamic systems from normal operating records. — Proc. IFAC Symp. Self-Adaptive System, 1965. — pp. 96—111.
4. ↑  P. Faurre, Realisations markoviennes de processus stationnaires. — Rapport La-boria No.13, IRIA, Rocquencourt, France, Tech. Rep. 1973.
5. ↑   H. Akaike,  Stochastic theory of minimal realization. — IEEE Trans. Automat. Control, vol. 26, pp.667-673, Dec. 1974.
6. ↑   T.C. Koopmans, H. Rubin, and R.B. Leipnik,  Measuring the Equation Systems of Dynamic Economics. — (Cowles Commission Monograph, vol. 10, T.C.Koopmans, Ed.). New York: Wiley, 1950.
7. ↑   E.J. Hannan,  Time Series Analysis.— New York :Methuen, 1960
8. ↑   G.E.P. Box and G.M. Jenkins Time Series Analysis, Forecasting and Control. — Oakland, CA:Holden-Day, 1970.
9. ↑   K.J. Astrom and P. Eykhoff System identification — A survey. Automatica, vol. 7, pp. 123—162, 1971.
10. ↑   H. Akaike Some problems in the application of the cross-spectral method, — in Spectral Analysis of Time Series, B. Harris, Ed. New York: Wiley, 1967, pp. 81-107.
11. ↑   L. Ljung  On consistency and identifiability, — Math. Program. Study, vol. 5, pp. 169—190, 1976.
12. ↑   B.D.O. Anderson, J.B. Moore, and R.M.Hawkes, Model approximation via prediction error identification,, — Automatica, vol. 14, pp.615-622, 1978.
13. ↑   L. Ljung and P.E. Caines,  Asymptotic normality of prediction error estimators for approximative system models, — Stochastics, vol. 3, pp.29-46, 1979.
14. ↑   L. Ljung,  Asymptotic variance expressions for identified black-box transfer function models, " IEEE Trans. Automat. Contr., vol. AC-30, pp.834-844, 1985.
15. ↑   B. Wahlberg and L. Ljung  Design variables for bias distribution in transfer function estimation, IEEE Trans. Automat. Contr., vol. AC-31, pp.134-144, 1986.
16. ↑   M. Gevers and L. Ljung,  Optimal experiment designs with respect to the intended model application, Automatica, vol. 22, pp. 543—554, 1986.
17. ↑  L. Ljung,  System identification.Theory for the User, — 2-е изд. — N.J.: PTR Prentice Hall, 1999. — ISBN 0-13-656695-2
18. ↑  Райбман, 1981.
19. ↑  Н. С. Райбман,  Что такое идентификация?. — Москва: Наука, 1970.
20. ↑  Цыпкин, 1995.
21. ↑  Растригин, 1977, с. 17.
22. ↑  Растригин, 1977, с. 33.
23. ↑  Шидловский С. В. Автоматизация технологических процессов и производств: Учебное пособие. -Томск: Изд-во НТЛ, 2005. -с. 11
24. ↑  А. В. Андрюшин, В. Р. Сабанин, Н. И. Смирнов.Управление и инноватика в теплоэнергетике. — М: МЭИ, 2011. — С. 15. — 392 с. — ISBN 978-5-38300539-2.